# Nádleehi
Las nádleehi son personas de un tercer género que ejercen un rol social, y en ocasiones ceremonial, en la cultura diné (Navajo),  consideradas como un «hombre afeminado» o «persona con cuerpo masculino y naturaleza femenina». Sin embargo, el género nádleehi también es fluido y no puede describirse simplemente en términos rígidos de binarismo de género. Algunas de las personas diné reconocen cuatro tipos de identidades diferentes en el espectro de género: mujer femenina, mujer masculina, hombre femenino y hombre masculino. Los nádleehi pueden expresar su identidad de género de manera diferente de un día para otro o durante diferentes períodos de su vida, cumpliendo roles en la comunidad y en ceremonias que tradicionalmente ejercen mujeres u hombres. En ocasiones, algunas personas pueden ocupar puestos que sólo pueden ser ocupados por personas que se encuentran cerca de la mitad del espectro de género. Los nádleehi contemporáneos pueden o no participar en las comunidades modernas pan-indias de personas dos espíritus o LGBTQ+, al no basar sus roles de género sociales en un sistema binario.
Algunas de las personas notables que han sido reconocidas por sus comunidades como nádleehi son Hosteen Klah (1867-1937), que se dedicaba al canto ceremonial y al tejido, y Fred Martínez, persona a la que asesinaron a la edad de 16 años en junio de 2001.

## Rol en la sociedad diné
Tradicionalmente, una persona nádleehi es reconocida a una edad temprana por los ancianos ceremoniales y su propia familia, ya que desde joven se puede ver que asume instintivamente roles que son típicamente femeninos en esa sociedad, así como la vestimenta y los trabajos que generalmente se asocian a las mujeres de su cultura. Conforme van creciendo también pueden sentir atracción hace hombres o mujeres, algo aceptado en su comunidad. El papel de una persona nádleehi en la vida puede ser fluido dependiendo del contexto, por ejemplo con grupos diferentes de personas o en diferentes contextos culturales. El rol social y ceremonial de una persona nádleehi difiere de otras identidades de género dos espíritus, ya que es específico de la cultura y las comunidades diné. Otras naciones que tienen roles de género de dos espíritus tienen sus propios nombres en sus propios idiomas, y sus roles y otros detalles tienden a ser específicos de cada cultura.
La diferencia entre la percepción que los diné tienen de las personas no conformes con su género y la percepción occidental se observó ya en la década de 1920. Un escritor contemporáneo señaló, que mientras que en la sociedad estadounidense la no conformidad con el género era motivo de ansiedad, en la sociedad diné se considera motivo de buena suerte.

## Fred Martínez
Fred Martínez vivía en Cortez, Colorado, en una reserva diné junto a su madre Pauline Mitchell. Sus amigos afirmaron que a menudo sufría bullying en la escuela por parte de sus compañeros debido a su naturaleza femenina. La madre de Martínez le apoyaba, y también apoyaba a sus amigos, muchos de los cuales también pertenecían al colectivo LGBT por su disidencia de género. La sociedad diné es tradicionalmente matrilineal, con roles sociales y ceremoniales honorables para ciertas personas con fluidez de género en la comunidad, y la madre de Martínez, su abuela y otras personas de la comunidad le reconocían y aceptaban como nádleehi.
Fred Martínez fue asesinado por Shaun Murphey en junio de 2001, y se determinó que los motivos de Murphey estaban relacionados con el hecho de que Martínez fuera nádleehi. Aunque se arrestó y sentenció a Murphey, no se dictaminó que el asesinato fuera un crimen de odio. Un documental sobre el caso de Fred Martínez, Two-Spirits, explora tanto la vida de Martínez como el papel de las personas nádleehi en la cultura tradicional diné.